# Super G femmes des championnats du monde de ski alpin 2025
Navigation
Méribel-Courchevel 2023 Crans-Montana 2027

## Médaillées
| Or               | Argent            | Bronze                           |
| Stephanie Venier | Federica Brignone | Kajsa Vickhoff Lie Lauren Macuga |

## Resultats
Le départ de la course a été donné à  11 h 30 CET sous un ciel ensoleillé et par une température de  -2° au départ et -2° à l'arrivée
| Rang               | Dossard                         | Nom                   | Pays               | Temps         | Diff.    |
| ------------------ | ------------------------------- | --------------------- | ------------------ | ------------- | -------- |
| Médaille d'or      | 7                               | Stephanie Venier      | Autriche           | 1 min 20 s 47 | —        |
| Médaille d'argent  | 6                               | Federica Brignone     | Italie             | 1 min 20 s 57 | + 0 s 10 |
| Médaille de bronze | 10                              | Kajsa Vickhoff Lie    | Norvège            | 1 min 20 s 71 | + 0 s 24 |
| Médaille de bronze | 14                              | Lauren Macuga         | États-Unis         | 1 min 20 s 71 | + 0 s 24 |
| 5                  | 11                              | Sofia Goggia          | Italie             | 1 min 20 s 77 | + 0 s 30 |
| 6                  | 20                              | Emma Aicher           | Allemagne          | 1 min 20 s 99 | + 0 s 52 |
| 7                  | 12                              | Ester Ledecká         | Tchéquie           | 1 min 21 s 10 | + 0 s 63 |
| 8                  | 9                               | Lara Gut-Behrami      | Suisse             | 1 min 21 s 17 | + 0 s 70 |
| 9                  | 13                              | Elena Curtoni         | Italie             | 1 min 21 s 23 | + 0 s 76 |
| 10                 | 15                              | Cornelia Hütter       | Autriche           | 1 min 21 s 38 | + 0 s 91 |
| 11                 | 16                              | Alice Robinson        | Nouvelle-Zélande   | 1 min 21 s 60 | + 1 s 13 |
| 12                 | 26                              | Malorie Blanc         | Suisse             | 1 min 21 s 66 | + 1 s 19 |
| 13                 | 1                               | Laura Gauché          | France             | 1 min 21 s 69 | + 1 s 22 |
| 14                 | 8                               | Corinne Suter         | Suisse             | 1 min 21 s 73 | + 1 s 26 |
| 15                 | 17                              | Romane Miradoli       | France             | 1 min 22 s 06 | + 1 s 59 |
| 16                 | 5                               | Marta Bassino         | Italie             | 1 min 22 s 10 | + 1 s 63 |
| 17                 | 4                               | Michelle Gisin        | Suisse             | 1 min 22 s 11 | + 1 s 64 |
| 18                 | 2                               | Laura Pirovano        | Italie             | 1 min 22 s 19 | + 1 s 72 |
| 19                 | 23                              | Breezy Johnson        | États-Unis         | 1 min 22 s 20 | + 1 s 73 |
| 20                 | 38                              | Cassidy Gray          | Canada             | 1 min 22 s 23 | + 1 s 76 |
| 21                 | 19                              | Ariane Rädler         | Autriche           | 1 min 22 s 27 | + 1 s 80 |
| 22                 | 22                              | Ilka Štuhec           | Slovénie           | 1 min 22 s 32 | + 1 s 85 |
| 23                 | 18                              | Kira Weidle           | Allemagne          | 1 min 22 s 36 | + 1 s 89 |
| 24                 | 27                              | Keely Cashman         | États-Unis         | 1 min 22 s 46 | + 1 s 99 |
| 25                 | 29                              | Camille Cerutti       | France             | 1 min 22 s 51 | + 2 s 04 |
| 26                 | 21                              | Karen Clément         | France             | 1 min 22 s 61 | + 2 s 14 |
| 27                 | 25                              | Elvedina Muzaferija   | Bosnie-Herzégovine | 1 min 22 s 80 | + 2 s 33 |
| 28                 | 34                              | Cande Moreno          | Andorre            | 1 min 23 s 23 | + 2 s 76 |
| 29                 | 33                              | Barbora Nováková      | Tchéquie           | 1 min 25 s 30 | + 4 s 83 |
| 30                 | 32                              | Jordina Caminal       | Andorre            | 1 min 26 s 02 | + 5 s 55 |
| 31                 | 36                              | Anastasiya Shepilenko | Ukraine            | 1 min 28 s 05 | + 7 s 58 |
|                    | 3                               | Ricarda Haaser        | Autriche           | DNF           | DNF      |
| 24                 | Valérie Grenier                 | Canada                |                    | DNF           | DNF      |
| 28                 | Maryna Gąsienica-Daniel         | Pologne               |                    | DNF           | DNF      |
| 30                 | Lindsey Vonn                    | États-Unis            |                    | DNF           | DNF      |
| 31                 | Marte Monsen                    | Norvège               |                    | DNF           | DNF      |
| 35                 | Giselle Gorringe                | Grande-Bretagne       |                    | DNF           | DNF      |
| 39                 | Hólmfríður Dóra Friðgeirsdóttir | Islande               |                    | DNF           | DNF      |
|                    | 37                              | Sabrina Simader       | Kenya              | DSQ           | DSQ      |
| 40                 | Greta Small                     | Australie             |                    | DSQ           | DSQ      |

## References
1. ↑  « FIS Alpine World Ski Championships 2025 – Women's Super-G – Saalbach (AUT) », FIS, 6 février 2025 (consulté le 6 février 2025)